# チザム対ジョージア州事件
チザム対ジョージア州事件（チザムたいジョージアしゅうじけん、英: Chisholm v. Georgia、2 U.S. (2 Dall.) 419 (1793)）は、アメリカ合衆国最高裁判所では最初の重要で影響力ある判決と考えられている。アメリカ合衆国憲法第3条第2章の条項に照らして、ある州の住民が他の州を相手に最高裁判所に訴訟を起こすことができるとしたものである。判決当時、特にアメリカ法では参照可能な判例がほとんど無かった。

## 訴訟の背景
1792年、サウスカロライナ州で、ロバート・ファークワーの資産の遺言執行人アレクサンダ・チザムは、アメリカ独立戦争の間にファークワーがジョージア州に供給した物資の補償を求めて、ジョージア州を最高裁判所に訴えようとした。アメリカ合衆国司法長官エドムンド・ランドルフは、この件で原告が最高裁判所に訴えられると論じた。被告のジョージア州は、州の「主権」として同意しない自州に対する訴訟のために法廷に出頭する必要は無いと主張し、出廷を拒んだ。

## 判決
最高裁判所は4対1の裁決で、原告有利の判決を下した。長官のジョン・ジェイが判事ジョン・ブレア、ジェイムズ・ウィルソンおよびウィリアム・クッシングと同一意見となり、ジェイムズ・アイアデル判事だけが不同意だった（当時「多数」意見というものは存在せず、若年の判事から順にその意見を開陳した）。判決ではアメリカ合衆国憲法第3条第2章が州の主権免除を無効にし、連邦裁判所には個人と州の間の論争を審問する肯定的権限があると認めた。

## その後の展開
この「チザム対ジョージア州事件」判決があったことに大きく起因して、アメリカ合衆国憲法修正第11条が1795年に批准され、ある州または外国の市民が他の州を訴える場合の連邦司法権を排除した。しかし、ある州または外国の市民は、州の同意が訴えられる場合、あるいはアメリカ合衆国憲法修正第14条の救済権限の正当な執行に従って連邦議会が州の訴訟からの免責を無効にする場合は、連邦裁判所を使うことができる。例えば「フィッツパトリック対ビッツァー事件」（427 U.S. 445 (1976)）を参照。